# Operace Churchman
Operace Churchman bylo krycí označení chystaného výsadku do Protektorátu Čechy a Morava. Výsadek byl organizován Zvláštní skupinou D při exilovém Ministerstvu národní obrany v Londýně. Z důvodu konce II. světové války byla operace zrušena.

## Složení a úkoly
Výsadek tvořili velitel kpt. Vladimír Hanuš, zástupce čet. Ladislav Vyskočil a radisté svob. Jaroslav Krsek a svob. Alois Hladík. Krsek byl později pro zranění vyřazen. Úkolem desantu bylo posílit výsadek Carbonu a udržovat spojení s Londýnem. Vybaven byl radiovým kompletem s krycím názvem Šárka.

## Činnost
Původní místo vysazení, poblíž Uherského Hradiště, bylo na konci dubna 1945 změněno. Novým cílem mělo být místo poblíž Kladna (Hanuš s Vyskočilem), s úkolem posílit skupinu kpt. Nechanského a dát se k dispozici ČNR. Poblíž Chyňavy u Prahy měl být proveden další seskok (Hladík a dva Britové), jehož aktéři měli působit jako styčná jednotka na předpokládané čáře dotyku s americkou armádou. 7. května byla definitivně určena doskoková plocha na Olšanských hřbitovech v Praze. Pro nepřízeň počasí nebyl let proveden a 9. května byla operace definitivně zrušena.  